# Akozek
Akozek (kazakiska: Aqözek, ryska: Акозек, kazakiska: Ақөзек) är en ort i Kazakstan.   Den ligger i oblystet Almaty, i den sydöstra delen av landet, 900 km sydost om huvudstaden Astana. Akozek ligger 524 meter över havet och antalet invånare är 536.
Terrängen runt Akozek är platt.  Trakten runt Akozek är nära nog obefolkad, med mindre än två invånare per kvadratkilometer. Det finns inga andra samhällen i närheten. 